# كوبدار
بلدية كوبدار (بالإسبانية: Cóbdar)‏, هي بلدية تقع في مقاطعة المرية. جنوب شرق إسبانيا. يبلغ عدد سكانها 210 نسمة.

## وصلات خارجية
- (بالإسبانية)